# Jan Szczepański (ekonomista)

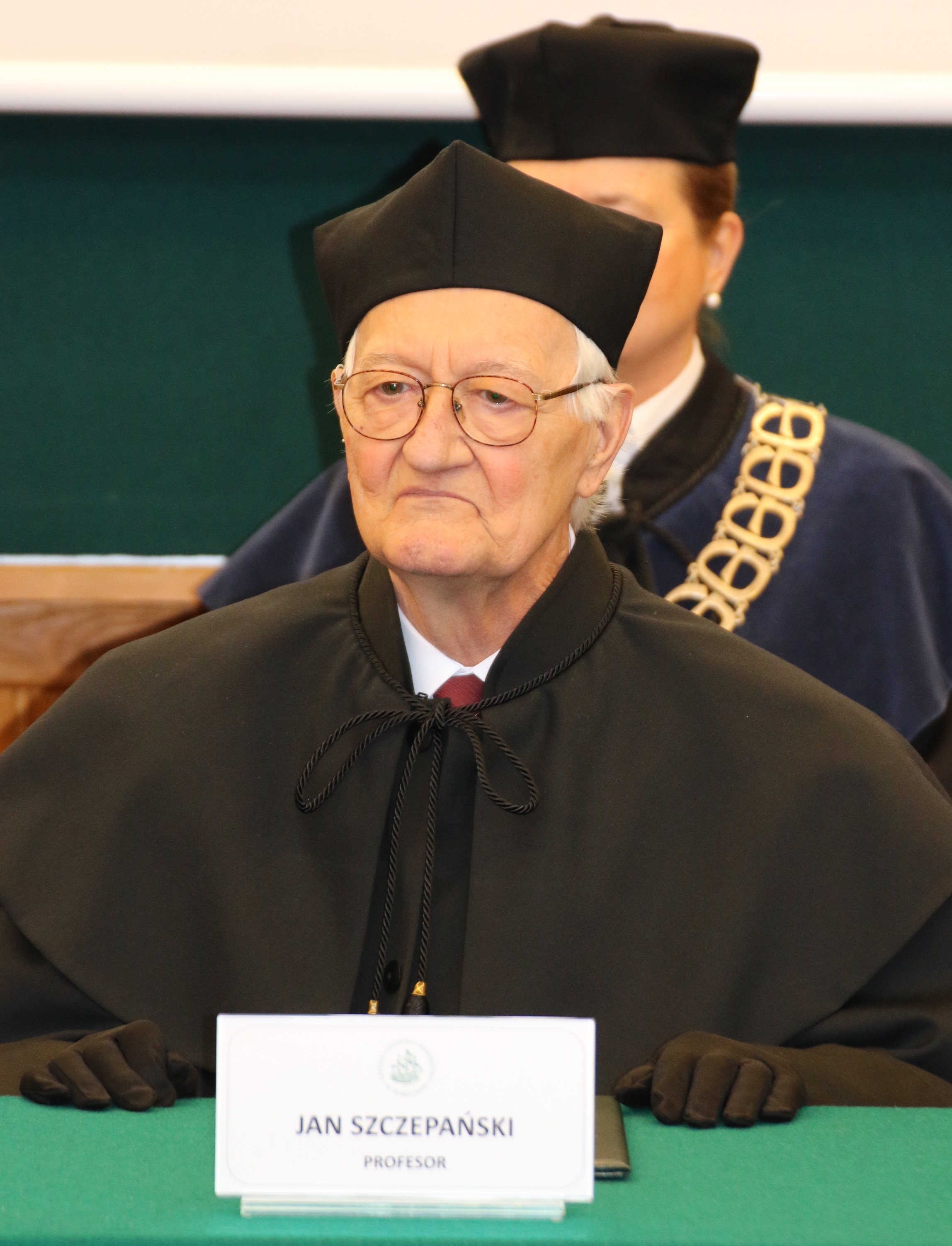
Profesor podczas uroczystego posiedzenia Senatu SGH w 2017

Jan Konstanty Szczepański (ur. 14 czerwca 1933 w Lublinie, zm. 13 marca 2020) – polski ekonomista, nauczyciel akademicki, profesor zwyczajny.

## Życiorys
Ukończył szkołę powszechną, a następnie rozpoczął naukę w Gimnazjum i Liceum im. Stanisława Staszica w Lublinie i po przeprowadzce do Warszawy w 1945, kontynuował w Gimnazjum i Liceum im. Tadeusza Reytana w Warszawie, gdzie w 1951 uzyskał maturę. Z początkiem listopada 1951 rozpoczął studia w Szkole Głównej Planowania i Statystyki na Wydziale Planowania Finansowego. W styczniu 1955 otrzymał dyplom ukończenia studiów I stopnia, a w październiku 1956 tytuł magistra ekonomii. Jako student w 1953 rozpoczął pracę dydaktyczną w Katedrze Finansów w charakterze zastępcy asystenta, kolejno awansując na stanowiska: asystenta, starszego asystenta, adiunkta i docenta. Doktorat z dziedziny finansów uzyskał w 1963, natomiast stopień doktora habilitowanego w zakresie ekonomii w 1987. W 1990 prezydent RP nadał mu tytuł profesora nauk ekonomicznych.
Pracę dydaktyczną prowadził ponad 50 lat, a jej efektem było około 600 wypromowanych magistrów, 8 ukończonych i obronionych prac doktorskich (m.in. Ireny Ożóg, Michała Wrzesińskiego, Pawła Felisa). Był recenzentem w kilkunastu przewodach dotyczących stopni i tytułów naukowych. Oprócz macierzystej SGH, pracował również w Wyższej Szkole Zarządzania i Marketingu w Warszawie, Wyższej Szkole Ekonomiczno-Informatycznej w Warszawie (2004–2007) i Uczelni Warszawskiej im. Marii Skłodowskiej-Curie.
W czasie pracy na uczelni poza działalnością dydaktyczną i naukową zajmował się sprawami organizacyjnymi. Od 1972 pełnił funkcję wicedyrektora, a następnie przez kilka lat do 30 września 1994 dyrektora w Instytucie Funkcjonowania Gospodarki Narodowej SGPiS/SGH. Był współtwórcą i pierwszym kierownikiem Katedry Zarządzania Finansami Przedsiębiorstwa. Spośród innych funkcji na uczelni był m.in.: członkiem Senatu Akademickiego, zastępcą przewodniczącego Kolegium Redakcyjnego Wydawnictw Dydaktycznych, wiceprzewodniczącym Komisji Dyscyplinarnej ds. Pracowników Nauki, członkiem i przewodniczącym Komisji Senackiej ds. Budżetu i Finansów SGH, członkiem rad naukowych: Instytutu Gospodarki Materiałowej, IFGN, członkiem Zespołu VII ds. Reformy Gospodarczej.
Pracę na uczelni łączył z działalnością w praktyce gospodarczej. Począwszy od 1957 pracował w wielu instytucjach w charakterze: sekretarza naukowego i konsultanta w IKCHZ (którego następcą jest Instytut Badań Rynku, Konsumpcji i Koniunktur), doradcy ministra finansów, ministra rynku wewnętrznego, konsultanta naukowego w Instytucie Gospodarki Materiałowej. Był ekspertem Polskiego Towarzystwa Ekonomicznego.
30 listopada 2004 w Szkole Głównej Handlowej odbyła się konferencja honorująca jubileusz 50-lecia pracy naukowo-dydaktycznej prof. Jana Szczepańskiego i prof. Lecha Szyszko, zorganizowana przez współpracowników z Katedry Finansów Przedsiębiorstwa SGH.
25 stycznia 2017 podczas uroczystego posiedzenia Senatu SGH odbyło się odnowienie dyplomu doktorskiego prof. Jana Szczepańskiego. Z tej okazji ukazała się Złota Księga dla Profesora Jana Konstantego Szczepańskiego nakładem Oficyny Wydawniczej SGH.

## Wybrane publikacje
- Jan Szczepański: Rola zysku i systemu podziału zysku przedsiębiorstw przemysłowych. Warszawa: Instytut Finansów, 1965. Brak numerów stron w książce
- Jan Szczepański, Lech Szyszko: Finanse przedsiębiorstw handlowych. Warszawa: SGPiS, 1971. Brak numerów stron w książce
- Jan Szczepański, Lech Szyszko: Finanse budownictwa. Warszawa: PWE, 1977. Brak numerów stron w książce
- Jan Szczepański, Lech Szyszko: System finansowy handlu wewnętrznego. Warszawa: PWE, 1981. Brak numerów stron w książce
- Janina Ickiewicz, Jan Szczepański: Koncepcja zasilania finansowego działalności przedsiębiorstw. Warszawa: IFGN, SGPiS, 1985. Brak numerów stron w książce
- Jan Szczepański. Podatek majątkowy. „Życie Gospodarcze”. 1, 1986.brak numeru strony
- Jan Szczepański, Lech Szyszko: Elementy teorii i polityki finansów przedsiębiorstwa. Warszawa: „Monografie i Opracowania” nr 236, IFGN, SGPiS (rozprawa habilitacyjna), 1987. Brak numerów stron w książce
- Jan Szczepański: Funkcje systemu finansowego przedsiębiorstw. Warszawa: IFGN, SGPiS, 1987. Brak numerów stron w książce
- Jan Szczepański. Zysk jako miernik efektywności. „Finanse”. 10, 1988.brak numeru strony
- Jan Szczepański: System finansowy przedsiębiorstw a efektywność gospodarowania. Warszawa: PWE, 1990. Brak numerów stron w książce
- Jan Szczepański: Dotychczasowa polityka podatkowa państwa wobec przedsiębiorstw i jej konsekwencje. Warszawa: IFGN, SGPiS, 1991. Brak numerów stron w książce
- Jan Szczepański: Leksykon finansowo-bankowy, 12 haseł. Warszawa: PWE, 1991. Brak numerów stron w książce
- Czesław Skowronek, Jan Szczepański: Makro i mikroekonomiczne problemy gospodarki polskiej a podstawowe dochody budżetu w 1992 r. Warszawa: IFGN, SGPiS, 1992. Brak numerów stron w książce
- Jan Szczepański, Lech Szyszko: Propozycje zmian w polityce podaży pieniądza. Warszawa: IFGN, SGPiS, 1993. Brak numerów stron w książce
- Jan Szczepański, Lech Szyszko: Podstawy finansów przedsiębiorstwa. Warszawa: Wyższa Szkoła Zarządzania i Marketingu, 1995. ISBN 83-86228-21-0. Brak numerów stron w książce
- Jan Szczepański, Lech Szyszko: Propedeutyka finansów przedsiębiorstwa. Warszawa: WSEI, 1999. Brak numerów stron w książce
- Jan Szczepański: Wpływ polityki finansowej i narzędzi systemu finansowego na gospodarkę finansową przedsiębiorstw (teoretyczny zarys problemu). Lublin: Annales UMCS, 2003. Brak numerów stron w książce
- Finanse przedsiębiorstwa. Szczepański Jan, Szyszko Lech (red.). Warszawa: PWE, wydanie III zmienione i rozszerzone, 2007, s. 60. ISBN 978-83-208-1666-2.

## Odznaczenia, nagrody i wyróżnienia
Odznaczenia państwowe i odznaki honorowe
- 1970 – Srebrny Krzyż Zasługi
- 1971 – Odznaka honorowa „Zasłużony Białostocczyźnie”
- 1974 – Złoty Krzyż Zasługi
- 1974 – Medal 30-lecia Polski Ludowej
- 1978 – Złota Odznaka „Za zasługi dla finansów PRL”
- 1983 – Krzyż Kawalerski Orderu Odrodzenia Polski
- 1986 – Odznaka honorowa „Zasłużony Pracownik Państwowy”
- 1991 – Medal Komisji Edukacji Narodowej

Nagrody i wyróżnienia
Ministra (Oświaty i Szkolnictwa Wyższego; Nauki, Szkolnictwa Wyższego i Techniki; Nauki i Szkolnictwa Wyższego; Edukacji Narodowej) w zakresie osiągnięć naukowych:
- 1966 – nagroda indywidualna III stopnia
- 1970 – nagroda zespołowa III stopnia
- 1972 – nagroda zespołowa III stopnia
- 1974 – nagroda zespołowa III stopnia
- 1978 – nagroda zespołowa III stopnia
- 1982 – nagroda zespołowa II stopnia
- 1987 – nagroda zespołowa II stopnia

Rektora SGPiS/SGH
- 1985 – nagroda indywidualna II stopnia za osiągnięcia w dziedzinie naukowo-badawczej
- 1986 – nagroda indywidualna II stopnia za osiągnięcia w dziedzinie naukowo-dydaktycznej
- 1989 – nagroda indywidualna II stopnia za osiągnięcia w dziedzinie naukowej
- 1990 – nagroda indywidualna III stopnia za osiągnięcia w dziedzinie naukowej i dydaktycznej
- 1991 – nagroda indywidualna I stopnia za osiągnięcia w dziedzinie naukowej
- 1991 – nagroda zespołowa I stopnia za osiągnięcia w dziedzinie prac badawczych
- 1994 – nagroda indywidualna I stopnia za osiągnięcia w dziedzinie badań naukowych i ich organizacji
- 1994 – nagroda indywidualna I stopnia za osiągnięcia w dziedzinie naukowej i dydaktycznej
- 2001 – nagroda zespołowa I stopnia za osiągnięcia w dziedzinie dydaktycznej za podręcznik Finanse przedsiębiorstwa
- 2003 – nagroda indywidualna I stopnia w dziedzinie dydaktycznej
- 2004 – nagroda zespołowa I stopnia za osiągnięcia w dziedzinie dydaktycznej za podręcznik Finanse przedsiębiorstwa, wydanie II zm. i rozszerzone